# Mille note in allegria con la Mozart Band
Mille note in allegria con la Mozart Band (La Banda de Mozart) è una serie televisiva a cartoni animati spagnola prodotta da BRB Internacional e Marathon Production. Viene trasmessa in Spagna dal 6 ottobre 1995 su La Primera.

## Trama
I protagonisti di questo cartone sono quattro ragazzi, i quali si chiamano come i compositori di musica classica Mozart, Chopin, Beethoven e Verdi, e che formano una band musicale, la Mozart Band. Mozart è il leader della banda, Beethoven è il batterista, Chopin è il pianista e Verdi è il chitarrista.

## Personaggi
- Mozart: doppiato da Cinzia Massironi
- Chopin: doppiato da Patrizia Scianca
- Beethoven: doppiato da Monica Bonetto
- Verdi: doppiato da Marcella Silvestri
- Doremi: doppiato da Enrico Bertorelli
- Blacky: doppiato da Simone D'Andrea
- Mister Col: doppiato da Tony Fuochi
- Signor Giuseppe: doppiato da Giovanni Battezzato